# Барбасена (микрорегион)

Барбасена на карте.

Барбасена (порт. Microrregião de Barbacena) — микрорегион в Бразилии, входит в штат Минас-Жерайс. Составная часть мезорегиона Кампу-дас-Вертентис. Население составляет 221 989 человек (на 2010 год). Площадь — 3364,249 км². Плотность населения — 65,98	 чел./км².

## Демография
Согласно сведениям, собранным в ходе переписи 2010 г. Национальным институтом географии и статистики (IBGE), население микрорегиона составляет:						
| Полное население                             | Полное население                             | Полное население                             | Полное население                             | 221 989 |
| -------------------------------------------- | -------------------------------------------- | -------------------------------------------- | -------------------------------------------- | ------- |
| в том числе:                                 | Городское население                          | 181 404                                      | Процент городского населения, %              | 81,72   |
|                                              | Сельское население                           | 40 585                                       | Процент сельского населения, %               | 18,28   |
|                                              | Мужское население                            | 107 836                                      | Процент мужского населения, %                | 48,58   |
|                                              | Женское население                            | 114 153                                      | Процент женского населения, %                | 51,42   |
| Плотность населения, чел/км²                 | Плотность населения, чел/км²                 | Плотность населения, чел/км²                 | Плотность населения, чел/км²                 | 65,98   |
| Население микрорегиона в % к населению штата | Население микрорегиона в % к населению штата | Население микрорегиона в % к населению штата | Население микрорегиона в % к населению штата | 1,13    |

## Статистика
- Валовой внутренний продукт на 2003 год составляет 1 167 650 403,00 реалов (данные: Бразильский институт географии и статистики).
- Валовой внутренний продукт на душу населения на 2003 год составляет 5483,48 реалов (данные: Бразильский институт географии и статистики).
- Индекс развития человеческого потенциала на 2000 год составляет 0,767 (данные: Программа развития ООН).

## Состав микрорегиона
В составе микрорегиона включены следующие муниципалитеты:
1. Алфреду-Васконселус
2. Антониу-Карлус
3. Барбасена
4. Баррозу
5. Капела-Нова
6. Каранаиба
7. Карандаи
8. Дестерру-ду-Мелу
9. Ибертиога
10. Ресакинья
11. Санта-Барбара-ду-Тугуриу
12. Сеньора-дус-Ремедиус